# Besa Kokëdhima
Besa Kokëdhima (Fier, 1986. május 29. –) albán énekesnő. Ő képviselte Albániát a 2024-es Eurovíziós Dalfesztiválon, Malmőben.

## Pályafutása
15 éves korában kivándorolt az Egyesült Királyságba, hogy felsőfokú tanulmányokat folytasson.
2003 óta aktív a zeneiparban, számos dala és albuma jelent már meg. 2009-ben a román Selecția Națională eurovíziós nemzeti dalválasztó műsorban a Nothin’ Gonna Change című dallal az elődöntőig jutott. 2013-ban megnyerte a Kënga Magjike dalfesztivált, majd a Notafesten egy R&B dallal sikerült elnyernie az első helyet, a Top Festen pedig a legjobb női előadó díjat szerezte meg.
A nagy áttörést 2016-ban az 123 című dala hozta meg, amivel az albán slágerlisták nyolcadik helyéig jutott, 2020-ban pedig a C’est la vie című dalával az első helyezést érte el. Utóbbi dalának a videoklipje az Albán Zenei Díjátadón elnyerte a legjobb videoklip díját is.
2023. december 22-én Zemrën n'dorë című versenydalával megnyerte a Festivali i Këngës közönségszavazását, így ő képviselhette hazáját a 2024-es Eurovíziós Dalfesztiválon. A verseny május 9-én rendezett második elődöntőjében a tizenötödik, utolsó előtti helyen végzett, így nem jutott tovább a döntőbe.

## Diszkográfia

### Albumok
- Besa (2006)
- Evolution (2011)
- Besa për festat (2013)
- Ti je festa ime (2014)